# 尹正麟
尹正麟（ユン・ジョンリン、朝鮮語: 윤정린、1938年 - ）は、朝鮮民主主義人民共和国（北朝鮮）の軍人、政治家。朝鮮労働党中央委員会委員、朝鮮労働党中央軍事委員会委員などを歴任。朝鮮人民軍における軍事称号（階級）は大将。

## 略歴
1985年から護衛司令部参謀長を務める。2010年2月に朝鮮労働党党中央委員、同年4月に護衛司令官に就任。2010年9月の朝鮮労働党の第3回党代表者大会で党中央軍事委員会の委員となる。
2014年の最高人民会議第13期代議員選挙では第156号選挙区（クムス）から選出されていた。
2016年5月に開催された朝鮮労働党第7次大会で党中央軍事委員会の名簿に掲載されず、中央軍事委員会委員からの退任が確認された。
2019年3月に行われた最高人民会議第14期代議員選挙では選出者に名前がなく再選されなかったことが確認されている。汚職説があったが代議員に再選されなかった理由は明らかになっていない。同年4月には護衛司令官を退任し、後任に郭昌植が就任した。